# Toppilansaari
Toppilansaari (en finnois : Toppilansaaren kaupunginosa) est  un  quartier du district de Tuira de la ville d'Oulu en Finlande.

## Description
Le quartier compte 1763 habitants (31.12.2018).

## Galerie

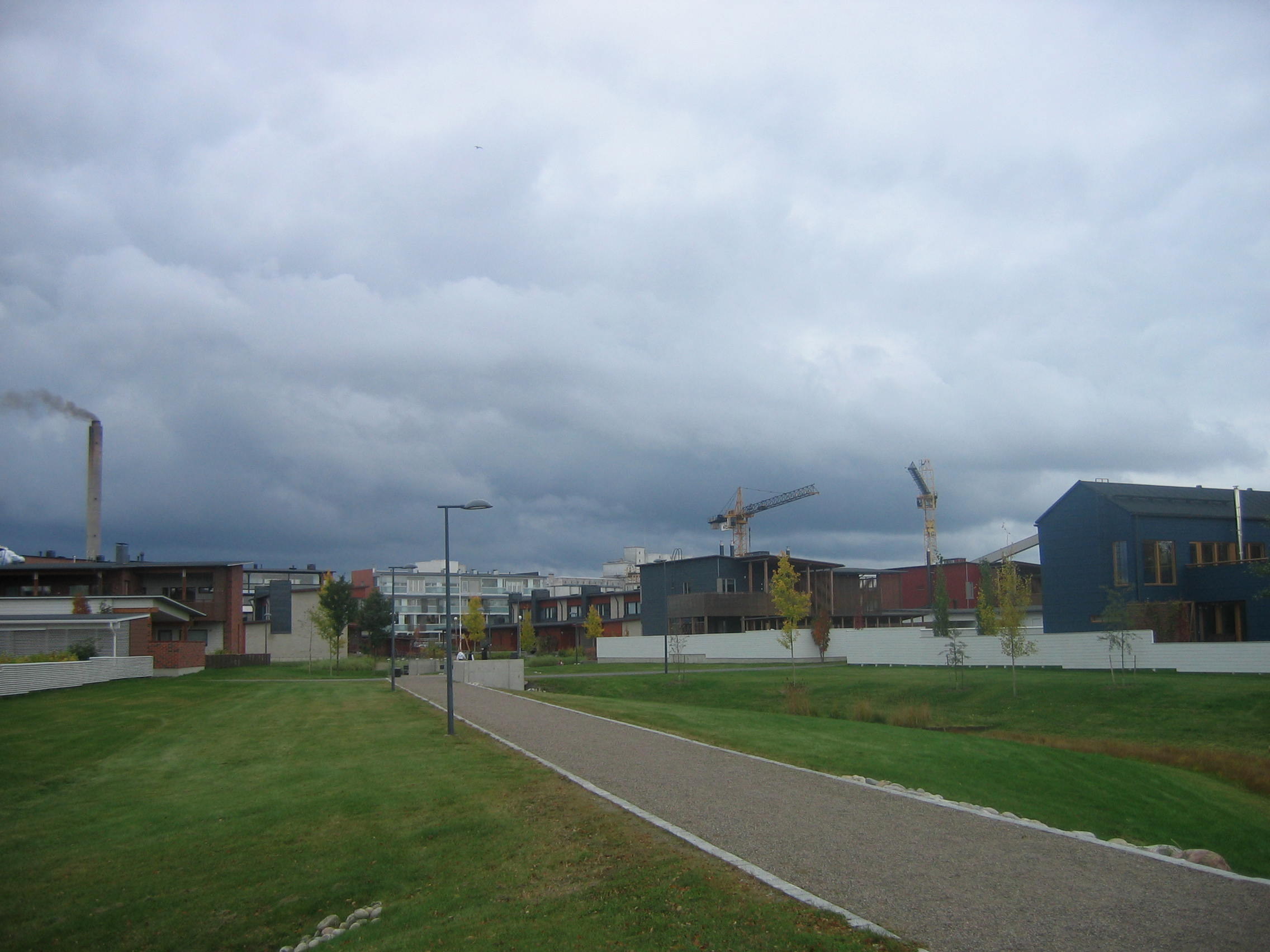
Toppilansaari.
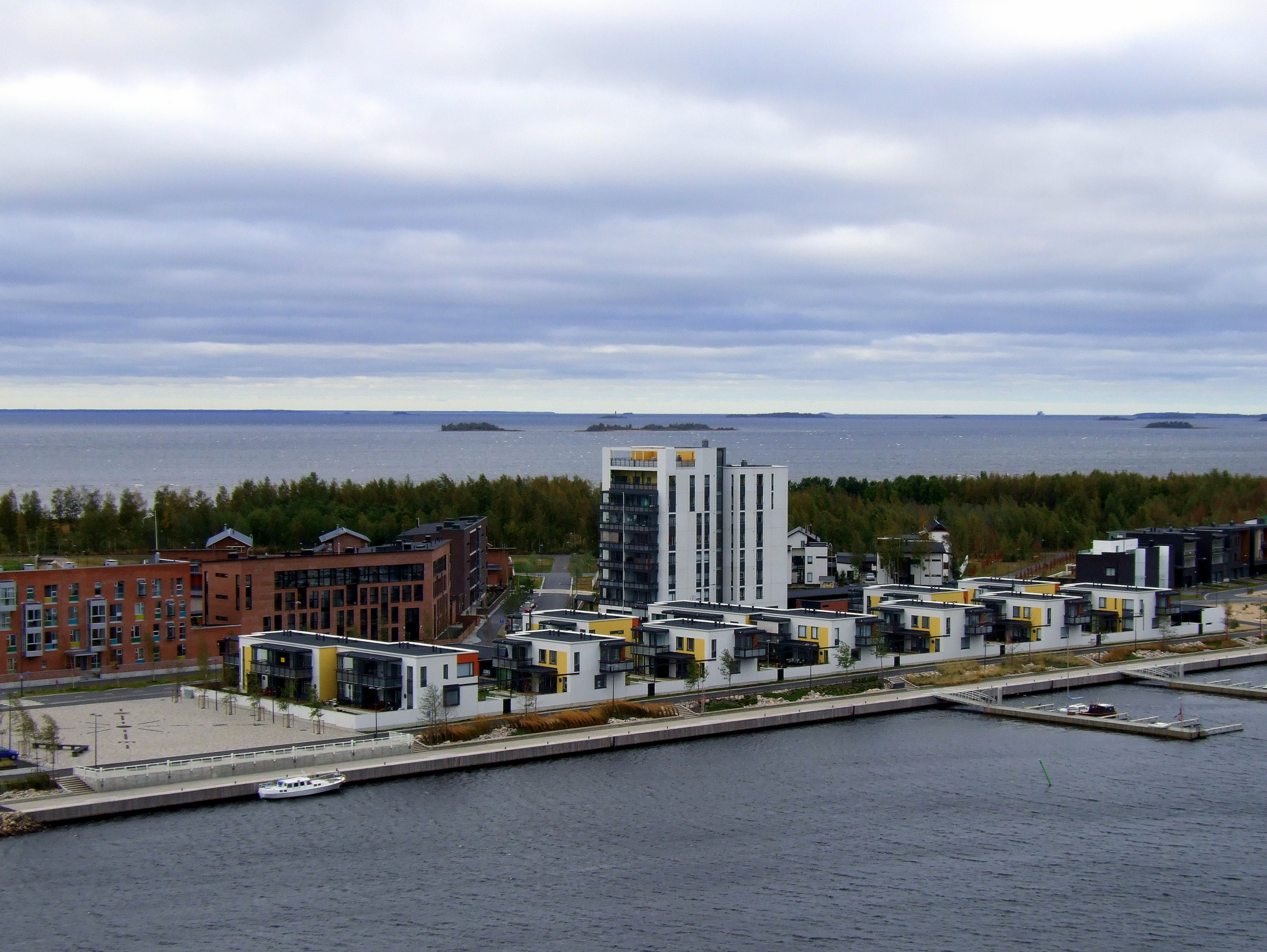
Zone résidentielle.
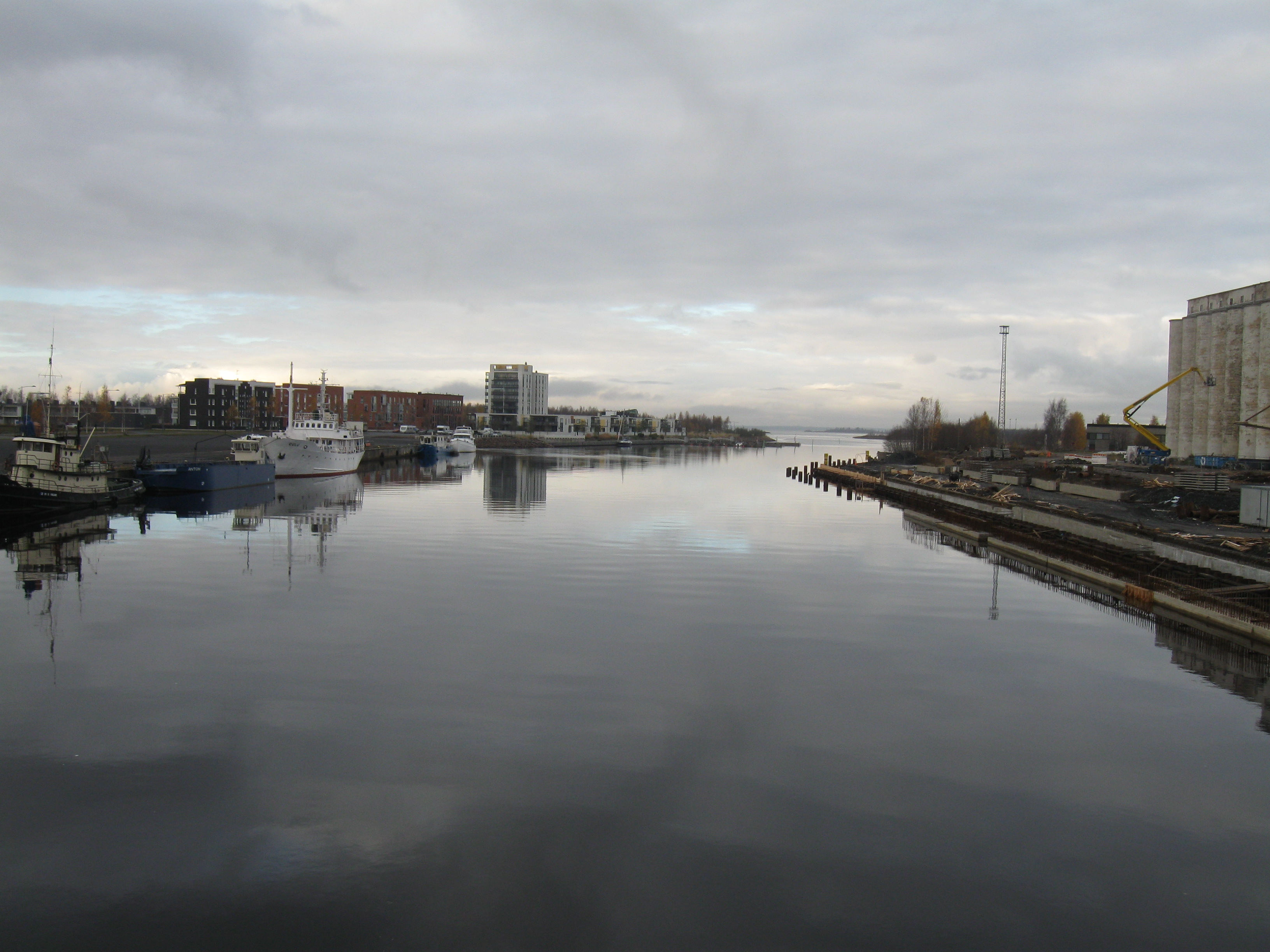
Toppilansalmi, à gauche Toppilansaari.
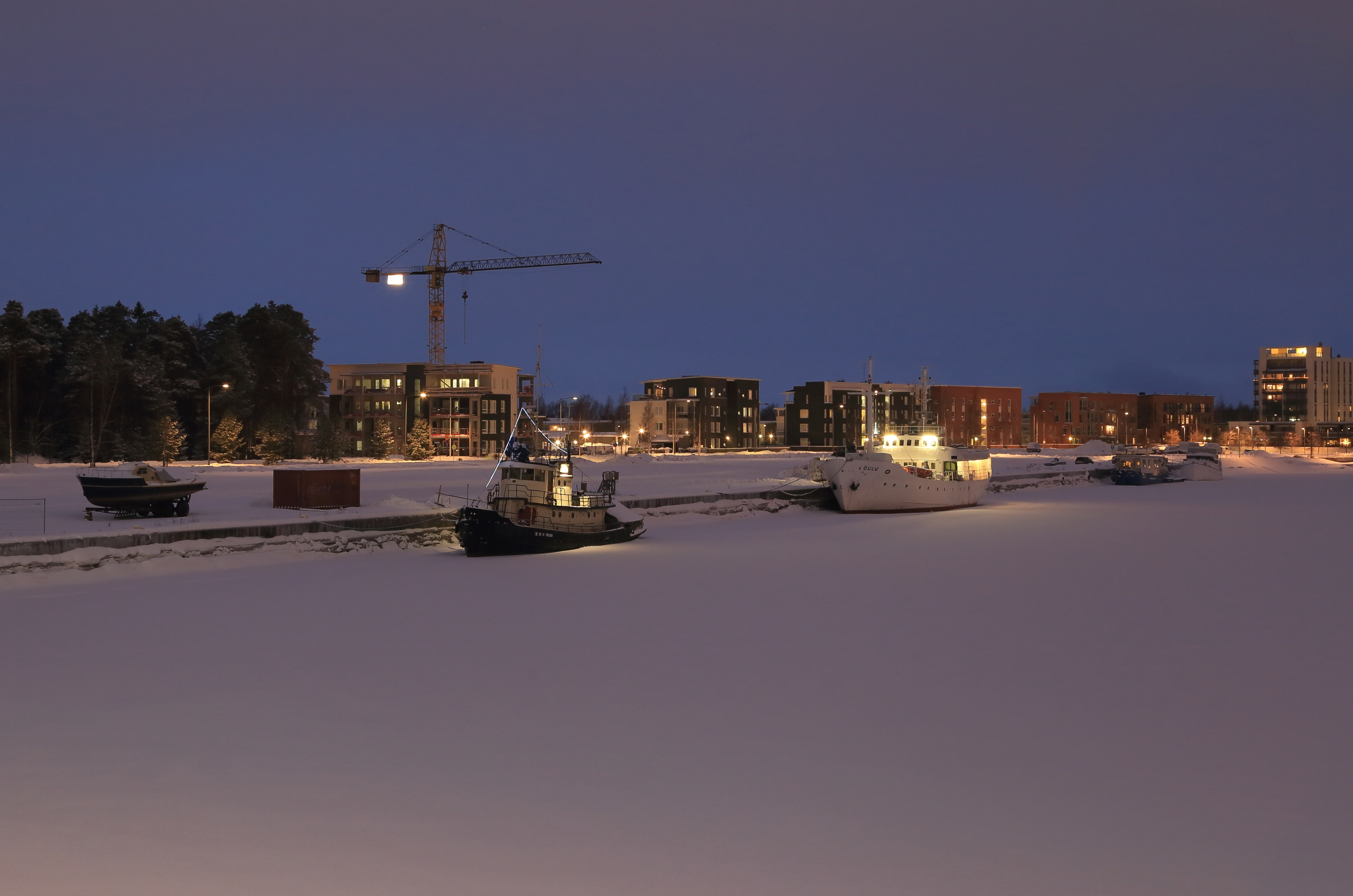
Toppilansaari.
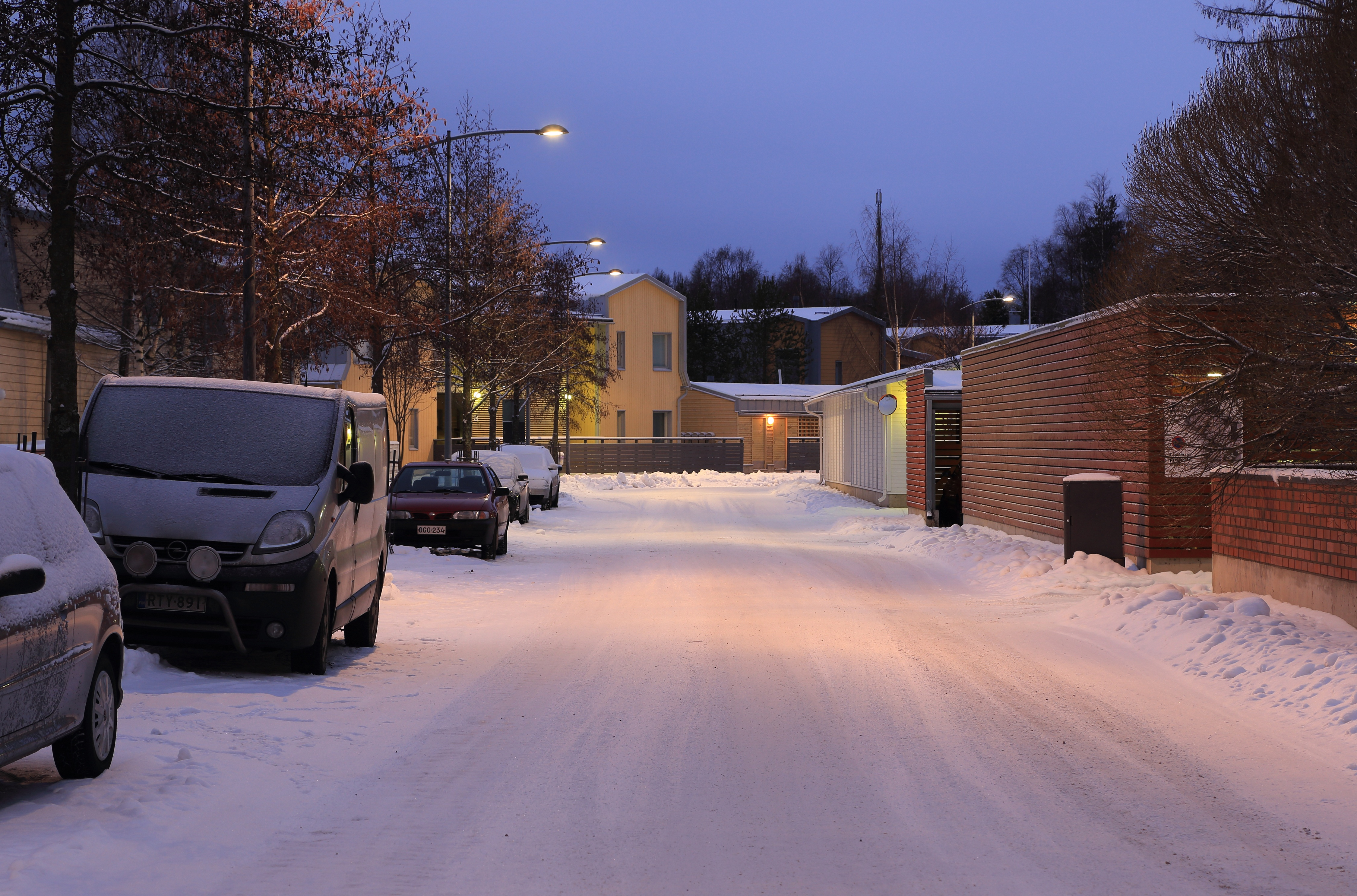
Kahvelitie.